# Conchy-les-Pots
Conchy-les-Pots ist eine französische Gemeinde mit 753 Einwohnern (Stand 1. Januar 2022) im Département Oise in der Region Hauts-de-France (vor 2016 Picardie). Sie gehört zum Arrondissement Compiègne und zum Kanton Estrées-Saint-Denis (bis 2015 Ressons-sur-Matz). Die Einwohner werden Conchyliens genannt.

## Geographie
Conchy-les-Pots liegt etwa 23 Kilometer nordnordwestlich von Compiègne. Umgeben wird Conchy-les-Pots von den Nachbargemeinden Tilloloy im Norden, Beuvraignes im Nordosten, Roye-sur-Matz im Osten, Biermont im Süden, Orvillers-Sorel im Süden und Südwesten, Boulogne-la-Grasse im Osten sowie Bus-la-Messière im Nordwesten.

## Bevölkerungsentwicklung
| Jahr                      | 1962 | 1968 | 1975 | 1982 | 1990 | 1999 | 2006 | 2013 |
| Einwohner                 | 486  | 470  | 434  | 404  | 462  | 522  | 620  | 663  |
| Quelle: Cassini und INSEE |      |      |      |      |      |      |      |      |

## Sehenswürdigkeiten
- Kirche Nativité-de-la-Notre-Dame